# Kabinet-Baldwin III
Het kabinet-Baldwin III was de uitvoerende macht van de Britse overheid van 7 juni 1935 tot 28 mei 1937. Het kabinet werd gevormd door de Conservative Party, de National Liberal Party en National Labour na het aftreden van premier Ramsay MacDonald met oud-premier Stanley Baldwin de partijleider van Conservative Party voor een derde termijn als premier. Het kabinet was een grote coalitie en was een gedeeltelijke voortzetting van het vorige kabinet. In het kabinet zaten meerdere prominenten zoals: Neville Chamberlain, Anthony Eden, Ramsay MacDonald, Edward Wood, Kingsley Wood, Malcolm MacDonald en Jimmy Thomas. In het kabinet zaten maar liefst vier (oud)-premiers: Stanley Baldwin, Neville Chamberlain, Anthony Eden en Ramsay MacDonald.

## Samenstelling
| Ambtsbekleder                                                           | Ambtsbekleder                | Ambtsbekleder                                                      | Functie                               | Ambtstermijn      | Ambtstermijn     | Partij                 |
| ----------------------------------------------------------------------- | ---------------------------- | ------------------------------------------------------------------ | ------------------------------------- | ----------------- | ---------------- | ---------------------- |
|                                                                         | Stanley Baldwin              | Stanley Baldwin (1867–1947)                                        | Premier                               | 7 juni 1935       | 28 mei 1937      | Conservative Party     |
| Leader of the House of Commons                                          | Stanley Baldwin              | Stanley Baldwin (1867–1947)                                        |                                       | 7 juni 1935       | 28 mei 1937      | Conservative Party     |
|                                                                         |                              | Neville Chamberlain (1869–1940)                                    | Minister van Financiën                | 5 november 1931   | 28 mei 1937      | Conservative Party     |
|                                                                         | Samuel Hoare                 | Sir Samuel Hoare (1880–1959)                                       | Minister van Buitenlandse Zaken       | 7 juni 1935       | 18 december 1935 | Conservative Party     |
|                                                                         | Anthony Eden                 | Anthony Eden (1897–1977)                                           | Minister van Buitenlandse Zaken       | 18 december 1935  | 20 februari 1938 | Conservative Party     |
|                                                                         | John Simon                   | Sir John Simon (1873–1954)                                         | Minister van Binnenlandse Zaken       | 7 juni 1935       | 28 mei 1937      | National Liberal Party |
|                                                                         | Ramsay MacDonald             | Ramsay MacDonald (1866–1937)                                       | Lord President of the Council         | 7 juni 1935       | 28 mei 1937      | National Labour        |
|                                                                         | Charles Vane-Tempest-Stewart | Markies van Londonderry Charles Vane- Tempest- Stewart (1878–1949) | Lord Privy Seal                       | 7 juni 1935       | 22 november 1935 | Conservative Party     |
| Leader of the House of Lords                                            | Charles Vane-Tempest-Stewart | Markies van Londonderry Charles Vane- Tempest- Stewart (1878–1949) |                                       | 7 juni 1935       | 22 november 1935 | Conservative Party     |
|                                                                         | Edward Wood                  | Burggraaf Halifax Edward Wood (1881–1959)                          | Lord Privy Seal                       | 22 november 1935  | 28 mei 1937      | Conservative Party     |
| Leader of the House of Lords                                            | Edward Wood                  | Burggraaf Halifax Edward Wood (1881–1959)                          |                                       | 22 november 1935  | 28 mei 1937      | Conservative Party     |
|                                                                         | Douglas Hogg                 | Burggraaf Hailsham Douglas Hogg (1872–1950)                        | Lord Chancellor                       | 7 juni 1935       | 8 maart 1938     | Conservative Party     |
|                                                                         | Edward Wood                  | Burggraaf Halifax Edward Wood (1881–1959)                          | Minister van Oorlog                   | 7 juni 1935       | 22 november 1935 | Conservative Party     |
|                                                                         | Duff Cooper                  | Duff Cooper (1890–1954)                                            | Minister van Oorlog                   | 22 november 1935  | 28 mei 1937      | Conservative Party     |
|                                                                         | Bolton Eyres-Monsell         | Burggraaf Monsell Bolton Eyres-Monsell (1881–1963)                 | Minister voor de Marine               | 5 november 1931   | 22 mei 1936      | Conservative Party     |
|                                                                         | Samuel Hoare                 | Sir Samuel Hoare (1880–1959)                                       | Minister voor de Marine               | 22 mei 1936       | 28 mei 1937      | Conservative Party     |
|                                                                         | Philip Cunliffe-Lister       | Graaf Swinton Philip Cunliffe-Lister (1884–1972)                   | Minister voor de Luchtmacht           | 7 juni 1935       | 16 mei 1938      | Conservative Party     |
|                                                                         | Walter Runciman              | Walter Runciman (1870–1949)                                        | Voorzitter van de Handelsraad         | 5 november 1931   | 28 mei 1937      | National Liberal Party |
|                                                                         | Kingsley Wood                | Sir Kingsley Wood (1881–1943)                                      | Minister van Volksgezondheid          | 7 juni 1935       | 16 mei 1938      | Conservative Party     |
|                                                                         | Ernest Brown                 | Ernest Brown (1881–1962)                                           | Minister van Arbeid                   | 7 juni 1935       | 10 mei 1940      | National Liberal Party |
|                                                                         | Robert Hudson                | Robert Hudson (1886–1957)                                          | Minister van Pensioenen               | 7 juni 1935       | 30 juli 1936     | Conservative Party     |
|                                                                         | Herwald Ramsbotham           | Herwald Ramsbotham (1887–1971)                                     | Minister van Pensioenen               | 30 juli 1936      | 7 juni 1939      | Conservative Party     |
|                                                                         | Oliver Stanley               | Oliver Stanley (1896–1950)                                         | Minister van Onderwijs                | 7 juni 1935       | 28 mei 1937      | Conservative Party     |
|                                                                         | Leslie Hore-Belisha          | Leslie Hore-Belisha (1893–1957)                                    | Minister van Transport en Luchtvaart  | 30 juni 1934      | 28 mei 1937      | National Liberal Party |
|                                                                         | William Ormsby-Gore          | William Ormsby-Gore (1885–1964)                                    | Minister van Openbare Werken          | 5 november 1931   | 16 juni 1936     | Conservative Party     |
|                                                                         | James Stanhope               | Graaf Stanhope James Stanhope (1880–1967)                          | Minister van Openbare Werken          | 16 juni 1936      | 28 mei 1937      | Conservative Party     |
|                                                                         | Walter Elliot                | Walter Elliot (1888–1958)                                          | Minister van Landbouw en Visserij     | 28 september 1932 | 29 oktober 1936  | Conservative Party     |
|                                                                         | William Morrison             | William Morrison (1893–1961)                                       | Minister van Landbouw en Visserij     | 29 oktober 1936   | 29 januari 1939  | Conservative Party     |
|                                                                         | John Colin Davidson          | Sir John Colin Davidson (1889–1970)                                | Kanselier van het Hertogdom Lancaster | 10 november 1931  | 28 mei 1937      | Conservative Party     |
|                                                                         | Malcolm MacDonald            | Malcolm MacDonald (1901–1988)                                      | Minister voor Koloniale Zaken         | 7 juni 1935       | 22 november 1935 | National Labour        |
|                                                                         | Jimmy Thomas                 | Jimmy Thomas (1874–1949)                                           | Minister voor Koloniale Zaken         | 22 november 1935  | 22 mei 1936      | National Labour        |
|                                                                         | William Ormsby-Gore          | William Ormsby-Gore (1885–1964)                                    | Minister voor Koloniale Zaken         | 22 mei 1936       | 16 mei 1938      | Conservative Party     |
|                                                                         | Jimmy Thomas                 | Jimmy Thomas (1874–1949)                                           | Minister voor Dominion Zaken          | 5 juni 1930       | 22 november 1935 | National Labour        |
|                                                                         | Malcolm MacDonald            | Malcolm MacDonald (1901–1988)                                      | Minister voor Dominion Zaken          | 22 november 1935  | 16 mei 1938      | National Labour        |
|                                                                         | Lawrence Dundas              | Markies van Zetland Lawrence Dundas (1876–1961)                    | Minister voor Brits-Indië             | 7 juni 1935       | 10 mei 1940      | Conservative Party     |
|                                                                         |                              | Sir Godfrey Collins (1875–1936)                                    | Minister voor Schotland               | 28 september 1932 | 29 oktober 1936  | National Liberal Party |
|                                                                         | Walter Elliott               | dr. Walter Elliott (1888–1958)                                     | Minister voor Schotland               | 29 oktober 1936   | 16 mei 1938      | Unionist Party         |
|                                                                         | Anthony Eden                 | Anthony Eden (1897–1977)                                           | Minister zonder portefeuille          | 7 juni 1935       | 18 december 1935 | Conservative Party     |
|                                                                         | Eustace Percy                | Heer Percy Eustace Percy (1887–1958)                               | Minister zonder portefeuille          | 7 juni 1935       | 31 maart 1936    | Conservative Party     |
| Formeel geen leden van het kabinet, maar woonde kabinetsvergadering bij |                              |                                                                    |                                       |                   |                  |                        |
| Ambtsbekleder                                                           | Ambtsbekleder                | Ambtsbekleder                                                      | Functie                               | Ambtstermijn      | Ambtstermijn     | Partij                 |
|                                                                         |                              | Baron Rochester Ernest Lamb (1876–1955)                            | Thesaurier-generaal                   | 5 november 1931   | 18 december 1935 | National Labour        |
|                                                                         | Robert Hutchison             | Baron Hutchison van Montrose Robert Hutchison (1873–1950)          | Thesaurier-generaal                   | 18 december 1935  | 16 mei 1938      | National Liberal Party |
|                                                                         | Thomas Inskip                | Sir Thomas Inskip (1876–1947)                                      | Advocaat-generaal                     | 26 januari 1932   | 18 maart 1936    | Conservative Party     |
|                                                                         |                              | Sir Donald Somervell (1889–1960)                                   | Advocaat-generaal                     | 18 maart 1936     | 23 mei 1945      | Conservative Party     |
|                                                                         | George Tryon                 | Baron Tryon George Tryon (1871–1940)                               | Minister voor Posterijen              | 7 juni 1935       | 10 mei 1940      | Conservative Party     |

Russell I ·
Smith-Stanley I ·
Hamilton-Gordon ·
Temple I ·
Smith-Stanley II ·
Temple II ·
Russell II ·
Smith-Stanley III ·
Disraeli I ·
Gladstone I ·
Disraeli II ·
Gladstone II ·
Gascoyne-Cecil I ·
Gladstone III ·
Gascoyne-Cecil II ·
Gladstone IV ·
Primrose ·
Gascoyne-Cecil III ·
Gascoyne-Cecil IV ·
Balfour ·
Campbell-Bannerman ·
Asquith I ·
Asquith II ·
Asquith III ·
Asquith IV ·
Lloyd George I ·
Lloyd George II ·
Law ·
Baldwin I ·
MacDonald I ·
Baldwin II ·
MacDonald II ·
MacDonald III ·
MacDonald IV ·
Baldwin III ·
Chamberlain I ·
Chamberlain II ·
Churchill I ·
Churchill II ·
Attlee I ·
Attlee II ·
Churchill III ·
Eden ·
Macmillan I ·
Macmillan II ·
Douglas-Home ·
Wilson I ·
Wilson II ·
Heath ·
Wilson III ·
Callaghan ·
Thatcher I ·
Thatcher II ·
Thatcher III ·
Major I ·
Major II ·
Blair I ·
Blair II ·
Blair III ·
Brown ·
Cameron I ·
Cameron II ·
May I ·
May II ·
Johnson I ·
Johnson II ·
Truss ·
Sunak ·
Starmer